# Cerastium capillatum
Cerastium capillatum là loài thực vật có hoa thuộc họ Cẩm chướng. Loài này được I.V.Sokolova mô tả khoa học đầu tiên năm 1990.